# Acalolepta basiplagiata
Acalolepta basiplagiata es una especie de escarabajo longicornio del género Acalolepta, tribu Monochamini, subfamilia Lamiinae. Fue descrita científicamente por Breuning en 1935.
Se distribuye por China, Laos y Vietnam. Mide aproximadamente 22-23 milímetros de longitud. El período de vuelo de esta especie ocurre en los meses de febrero, abril y junio.